# Герхард фон Квестенберг
Герхард (II) фон Квестенберг (на немски: Gerhard (II) von Questenberg; ок. 1586 в Кьолн; † 1 юли 1646 във Виена) е фрайхер, императорски дипломат и държавник през Тридесетгодишната война.
Фамилията Квестенберг е от Южен Харц. Той е син на Герхард фон Квестенберг и съпругата му Катарина фон Терлаен-Ленеп. Дядо му Йохан фон Квестенберг е военен секретар и регистратор при император Матиас. Брат му Каспар (1571 – 1640) е абат на богатия манастир Страхов при Прага, брат му Херман е имперски дворцов съветник.
Герхард става таен съветник на император Фердинанд II, който, заедно с брат му Херман, го издига на фрайхер на 17 март 1627 г.
Герхард е таен съветник в императорския двор и също вице-президент на дворцовия военен съвет и чрез император Фердинанд II купува 1623 г. господството Ярмеритц в Моравия и 1624 г. замък Печау в Западна Бохемия.
Той е близък с Албрехт фон Валенщайн, но не може да попречи на неговото убийство 1634 г.
Шилер пише обаче в произведението си „Валенщайн“, че той е пратеник на императора и противник на Валенщайн.
През 1636 г. Герхард става императорски регент на Долна Австрия, Горна Австрия и Унгария.

## Фамилия
Герхард фон Квестенберг се жени за фрайин Фелицитат (Мария) Унтерхолцер фон Кранихберг, дъщеря на фрайхер Унтерхолцер фон Кранихберг и Елизабет Машвандер фон Шванау. Те имат четири деца, между тях:
- Мария Констанция фон Квестенберг (* 25 март 1624, Прага; † 17 юни 1687, Виена), омъжена на 26 ноември 1647 г. за фрайхер Йохан Франц фон Ламберг (* 27 февруари 1618; † 15 април 1666, Виена)[3]
- Катарина Елизабет фон Квестенберг (* 1625), омъжена 1643 г. за граф Йохан фон Брандис (* 1620; † 8 август 1658)